# 6 de la Balena
6 de la Balena (6 Ceti) és un estel a la constel·lació de la Balena, Cetus, el monstre marí, de magnitud aparent +4,89. S'hi troba a 62 anys llum de distància del sistema solar.
6 de la Balena és un estel blanc-groc de la seqüència principal de tipus espectral F5V. Té una temperatura efectiva de 6.220 K i una lluminositat 3,5 vegades major que la lluminositat solar. La seva composició química difereix de la del Sol; així, l'abundància relativa de ferro —utilitzada habitualment com a mesura de la metal·licitat d'un estel— és un 46% de la solar. Aquesta tendència és més acusada en estudiar el contingut d'altres elements com a manganès, crom i coure, les abundàncies relatives del qual suposen respectivament el 37%, 36% i 33% dels valors trobats al Sol. En l'altre extrem, els continguts de titani i vanadi, àdhuc sent inferiors als solars, aconsegueixen aproximadament el 66% dels mateixos.